# Atninskij rajon
L'Atninskij rajon (in russo Атнинский район?, in tataro: Әтнә районы) è un municipal'nyj rajon della Repubblica Autonoma del Tatarstan, in Russia. Istituito il 10 agosto 1930, occupa una superficie di 681,4 chilometri quadrati, conta 12 553 abitanti ed è suddiviso in 12 comuni rurali. Il capoluogo è il villaggio di Bol'šaja Atnja.